# I Liceum Ogólnokształcące im. Juliusza Słowackiego w Częstochowie
I Liceum Ogólnokształcące im. Juliusza Słowackiego w Częstochowie – publiczne liceum ogólnokształcące w Częstochowie, potocznie określane jako Słowacki czy Słowak, założone w 1907 roku. Należy do najlepszych i najstarszych szkół w mieście.

## Historia szkoły

### Początki
Historia szkoły sięga lat 70. XIX wieku. Najstarszy zachowany dokument, świadczący o istnieniu Zakładu Żeńskiego (1896–1907), prowadzonego przez Kazimierę Garbalską, pochodzi z 1896 – to plan lekcji na rok szkolny 1896/1897. Mowa jest w nim o nauce m.in. j. rosyjskiego, j. francuskiego, j. polskiego, także kaligrafii i arytmetyki. W kolejnych latach odbywały się lekcje geografii, historii (w tym Rosji), wliczając w to jeszcze nauki przyrodnicze, matematykę i fizykę. W drugiej dekadzie XX wieku do szkoły uczęszczali uczniowie nie tylko polskiej narodowości (ok. 1/4 stanowili Żydzi), ale i odmiennym pochodzeniu (nauczyciele też byli różnego wyznania). Powyższe informacje sugerują, że uczennice wychowywane były w atmosferze tolerancji, zaś szkoła zajmowała miejsce w "elicie oświatowej" miasta.

### Powstanie gimnazjum
Dotychczasowy Zakład przekształcono w 7-klasowe Żeńskie Gimnazjum w 1907 (za pozwoleniem zaborców rosyjskich), a po śmierci K. Garbalskiej w 1908 powstało 8-letnie Gimnazjum Żeńskie, pod kierunkiem Wacławy Golczewskiej. W 1913 powstała żeńska drużyna harcerska im. ks. Józefa Poniatowskiego. Funkcję dyrektora szkoły objął w 1915 Jan Prüffer. Podczas I wojny światowej państwo Chrzanowscy, właściciele, dokonali rozbudowy placówki i obecnie stojący budynek postawiono w głębi podwórza.
Starania jednego z dyrektorów, Mieczysława Dominikiewicza, doprowadziły do upaństwowienia szkoły już w 1920 i nadania jej imienia wybitnego polskiego poety, Juliusza Słowackiego. Istotną rolę odegrała w historii liceum nowa dyrektor – Zofia Idzikowska. Doprowadziła np. do powstania pierwszego w mieście, a drugiego w Polsce, Komitetu Rodzicielskiego. Za sprawą jego działalności w 1926 odkupiono od właścicieli całej posesji plac z budynkiem szkoły, łącznie z ogrodem, boiskiem czy biblioteką. Zakupiono również willę Zofia w Olsztynie – pieniądze z Komitetu dawały możliwość wyjazdów uczennicom w celach regeneracyjno-zdrowotnych, a mniej zamożne osoby mogły tam spędzać wakacje. Oprócz tego, komitet wspierał najzdolniejszych uczniów poprzez stypendia, dając im szansę na dalsze kształcenie. Według dokumentów prof. Marii Kutty, pracującej w latach 30. w szkole, uczennice odbywały liczne wycieczki dydaktyczne (np. do huty szkła, elektrowni). Należy wspomnieć, że większość nauczycieli ówczesnego gimnazjum uczestniczyła w Państwowych Kursach Wakacyjnych w Wilnie, Lwowie i Gdyni – dla podniesienia kwalifikacji.
Zarządzeniem Ministra Wyznań Religijnych i Oświecenia Publicznego z 1937 zostało utworzone „III Państwowe Liceum i Gimnazjum im. Juliusza Słowackiego w Częstochowie” (państwowa szkoła średnią ogólnokształcąca, złożoną z czteroletniego gimnazjum i dwuletniego liceum), po wejściu w życie tzw. reformy jędrzejewiczowskiej szkoła miała charakter żeński, a wydział liceum ogólnokształcącego był prowadzony w typie humanistycznym i przyrodniczym. Pod koniec lat 30. szkoła funkcjonowała pod adresem ulicy Tadeusza Kościuszki 8.

### Czas okupacji
W 1938 Komitet utworzył Koedukacyjną Prywatną Szkołę Powszechną, jednak wybuch II wojny światowej skutecznie udaremnił tę inicjatywę. W 1939 budynek szkoły został zajęty przez Niemców (a cała Częstochowa włączona do Generalnego Gubernatorstwa), jednak nauczyciele oraz inni pracownicy szkoły, wraz z rodzicami uczniów, zdołali ukryć m.in. zasoby biblioteki, które woźny Władysław Lis umieścił w  pomieszczeniu, do którego zamurował drzwi. Pomimo starań, działalność "ukrytego gimnazjum" została przez okupanta szybko odkryta i odebrano szkole zezwolenie na nauczanie. Pozostała jedynie możliwość tajnego nauczania, które odbywało się w mieszkaniach uczniów (bądź też w domach nauczycieli), piwnicach czy strychach. Uczniowie mieszkający poza Częstochową zmuszeni byli do samodzielnej nauki, będąc jedynie dozorowanym co pewien czas przez nauczycieli. Egzamin dojrzałości, co do formy, odbywał się na takich samych warunkach, jak przed rozpoczęciem okupacji: pisano trwającą 5 godzin pracę z j. polskiego oraz 4 godziny – pracę z matematyki, resztę przedmiotów zdawano w postaci egzaminów ustnych. Nauczyciele, narażając własne życie dla dobra uczniów Gimnazjum i Liceum im. J. Słowackiego, umożliwili uzyskanie łącznie 100 świadectw ukończenia gimnazjum oraz 218 świadectw dojrzałości.

### Po wojnie
W lutym 1945, ok. miesiąc po wyparciu Niemców z miasta, wznowiono naukę. Do września tego roku do szkoły uczęszczali uczniowie z liceum Sienkiewicza i Traugutta. Od 1967, po utworzeniu klasy koedukacyjnej, szkoła przestała mieć charakter typowo żeński. W 1972 dyrektorem został Tomasz Kołodziejczyk. W okresie czerwca-grudnia 1980 został on pozbawiony funkcji, a siedziba liceum przeniesiona do budynku Młodzieżowego Domu Kultury przy ul. Pułaskiego. Po protestach nauczycieli, uczniów i rodziców, przywrócono dyrektora, a szkoła powróciła do dawnej siedziby.

### Współczesność

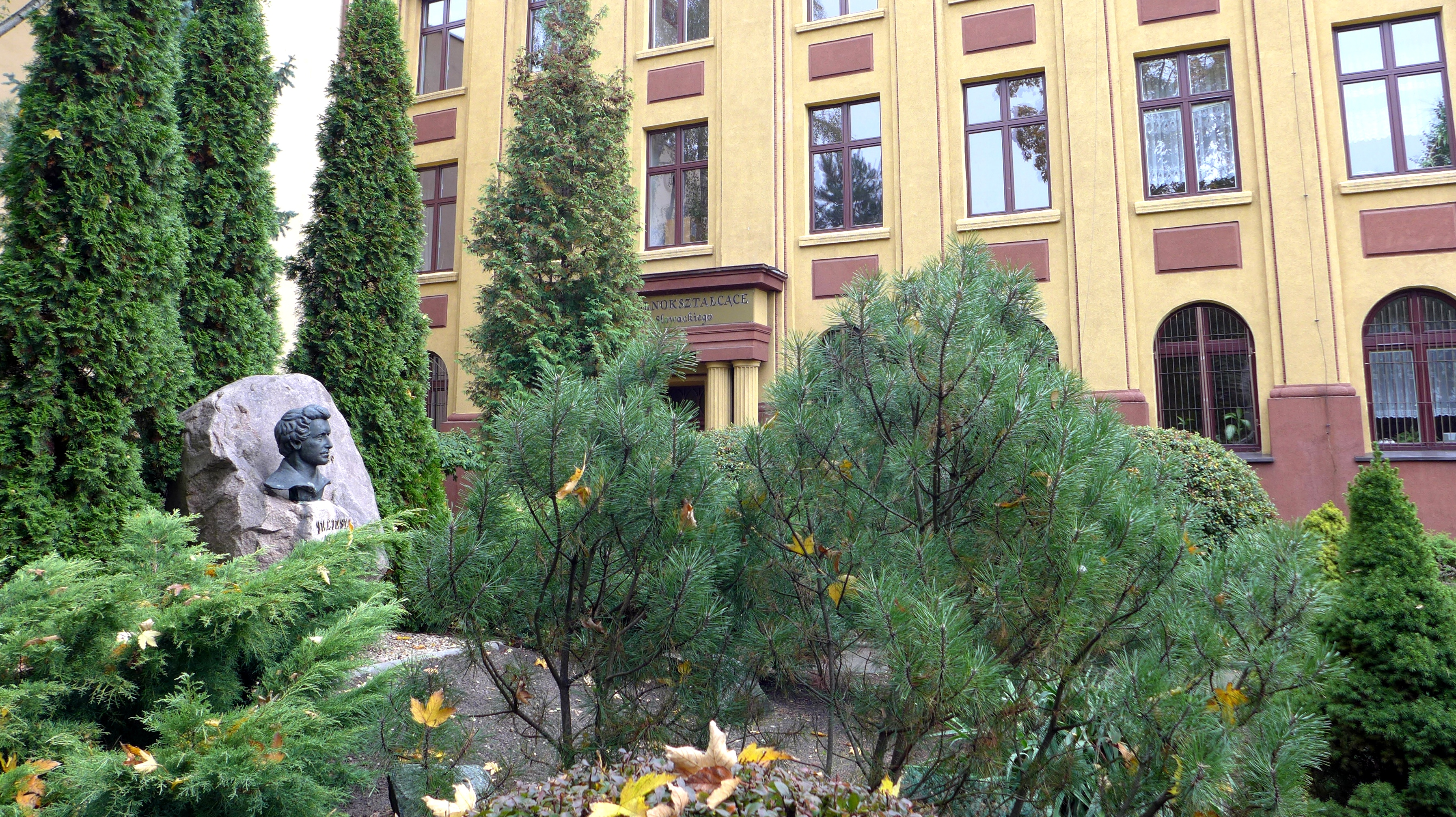
I Liceum Ogólnokształcące im. Juliusza Słowackiego w Częstochowie

W 1997 obchodzono 90-lecie istnienia szkoły. W 2004 na dziedzińcu szkoły odsłonięto pomnik – w postaci popiersia – Juliusza Słowackiego. Na uroczystość przybyła m.in. poetka, Ludmiła Marjańska i ówczesny prezydent miasta, Tadeusz Wrona.
13 października 2007 miały miejsce uroczyste obchody 100-lecia istnienia szkoły, w trakcie których dokonano przemarszu ze sztandarem liceum Alejami NMP na Jasną Górę. Część artystyczna uroczystości odbyła się w Filharmonii Częstochowskiej.
W 2010, tuż przed wakacjami, mgr Lidia Jończyk zrezygnowała ze stanowiska dyrektora, rok przed końcem kadencji. Pod koniec sierpnia 2010 prezydent miasta powołał nowego dyrektora, dotychczasową nauczycielkę języka polskiego w II LO im. R. Traugutta w Częstochowie – mgr Agnieszkę Henel. Zajmowała to stanowisko do wakacji w 2015. Od 1 września 2015 dyrektorem szkoły jest nauczycielka historii i wiedzy o społeczeństwie mgr Małgorzata Kaim. 

## Tradycje
W celu podkreślenia wieloletniej tradycji szkoły wprowadzono w 2008 obowiązek noszenia białych lub granatowych (błękitnych) koszul, wraz z ciemnoniebieskim krawatem, na którym widnieją inicjały szkoły. Zasadę tę zniesiono w 2010, obecnie krawat i strój galowy obowiązują jedynie podczas szkolnych uroczystości.

### Hymn Szkoły
Jako hymn szkoły wybrano utwór Juliusza Słowackiego, Testament mój.

## Dyrektorzy
- Jan Prüffer (ok. 1915–1916)
- Mieczysław Dominikiewicz (1916–1920)
- Zofia Idzikowska (1920–1952)
- Janina Puczyńska (1952–1955)
- Jadwiga Żak-Koczwarska (1955–1972)
- Tomasz Kołodziejczyk (1972–1991)
  - Halina Piekacz (czerwiec – grudzień 1980)[11]
- Elżbieta Głowacka-Szlaga (1991–1999)
- Lidia Jończyk (1999–2010)
- Agnieszka Henel (2010–2015)
- Małgorzata Kaim (2015–2025)[12]
- Tomasz Szczygłowski (2025–obecnie)[13]

## Inicjatywy
- 15 listopada 2010 w szkole zorganizowano prawybory na prezydenta miasta Częstochowy. Koło politologiczne Entropia zaprosiło do dyskusji wszystkich kandydatów na ten urząd, którzy udzielali odpowiedzi na pytania uczniów[14].

## Osiągnięcia
Poszczególne, ważniejsze osiągnięcia uczniów na przełomie lat 2002-2006:
- finalista olimpiady geograficznej (2002)
- finalista olimpiady historycznej (2003)
- finalistka olimpiady artystycznej (2003)
- I miejsce – finał ogólnopolskiego konkursu historycznego „Wiedza o współczesnym Izraelu” (2002)
- I miejsce – zespołu teatralnego w XXVIII wojewódzkim przeglądzie szkolnych zespołów artystycznych
- I miejsce – Rejonowe Mistrzostwa Drużyn Ratowniczych PCK
- I miejsce – eliminacje rejonowe XXX Jubileuszowego Wojewódzkiego Przeglądu Szkolnych Zespołów Artystycznych

### Statystyki
- W 2010 na 192 wolne miejsca było 222 chętnych (z pierwszego wyboru). W klasie o profilu z rozszerz. j. polskim, historią i WOS-em na 32 miejsca było aż 84 chętnych[18].

W Ogólnopolskim Rankingu Szkół Ponadgimnazjalnych szkoła zajęła 11 miejsce na Śląsku i 89 w kraju.

## Znani absolwenci
- Anna Ciepielewska;
- Zbigniew Danek (ur. 1956, matura 1975), filolog klasyczny, profesor Uniwersytetu Łódzkiego;
- Elżbieta Wojnowska;
- Ewa Westergaard Hansen[20];
- Halina Poświatowska;
- Halina Rozpondek;
- Kalina Jędrusik;
- Ludmiła Marjańska;
- Marzena Chełminiak;
- Olek Klepacz.